# داريو أمارال
داريو أمارال هو مبارز بالسيف برازيلي، ولد في 23 مايو 1932 في ساو باولو في البرازيل.

## وصلات خارجية
- داريو أمارال على موقع أوليمبيديا (الإنجليزية)